# کورتیس فالکون
کورتیس فالکون (به انگلیسی: Curtiss_Falcon) یک هواگرد ملخ‌پیشین تک‌موتوره از نوع تهاجمی ساخت شرکت Curtiss Aeroplane and Motor Company است. این هواگرد در سال ۱۹۲۵ میلادی رسماً معرفی گردید. در مجموع، تعداد 338 فروند از این هواگرد ساخته شده‌است.